# ねこのひげ (映画)
『ねこのひげ』（英: The Cat's Whiskers）は、2005年に製作され、2008年に公開された日本映画。矢城潤一監督。渡辺真起子、大城英司主演。
2006年の第28回ぴあフィルムフェスティバルの招待作品である。
2007年に函館港イルミナシオン映画祭で上映された。2009年には第12回『小津安二郎記念蓼科高原映画祭』で上映された。

## キャスト
- 吉本えり：渡辺真起子
- 鈴木賢治：大城英司
- 梅本孝司（オカマの孝子）：仁科貴
- 山本義明（孝子の同棲相手）：螢雪次朗
- 寺元耀子（賢治の前妻）：川上麻衣子
- 中島博美：藤田朋子
- 焼鳥屋の親父：モロ師岡
- 酒屋の店員：佐藤貢三
- 半魚/ゲイバー半魚人のママ：松山鷹志
- 西条伽椰：藤貴子
- 出版社社員：原田佳奈
- 吉澤幸恵（えりの叔母）：根岸季衣
- 鈴木健一郎（賢治の兄）：中原丈雄
- 鈴木雅子（賢治の母）：馬渕晴子
- 岩城益男：外川貴博
- マリリン・小山肇：税所伊久磨
- 朝森光子：富田果菜
- 香山佑二：青木崚
- 大室智代：チカ
- えりの同級生：高仁和絵
- 半魚人の客：森本浩
- 半魚人の客：関戸将志
- 蕎麦屋の若女将：冨永カズエ
- 吉家章人
- 佐藤貢三